# The Love Lasts Two Minds
The Love Lasts Two Minds (chino simplificado: 两世欢; pinyin: Liang Shi Huan), es una serie de televisión china transmitida del 21 de febrero del 2020 hasta el 22 de marzo del 2020 a través de iQiyi.
La serie está basada en la novela "Liang Shi Huan" (两世欢) de Jiyue Jiaojiao (寂月皎皎).
La serie sigue la historia de dos jóvenes enamorados que se conocen desde la infancia pero que no pueden permanecer juntos debido al odio de otros, por lo que deciden cambiar sus identidades, mientras tratan de resolver un caso importante y proteger la tierra con paz.

## Sinopsis[3]
Yuan Qingli, es una noble dama y la hija de un general. Mientras se dirige a un convento de monjas para reflexionar y meditar, es secuestrada y en el proceso queda inconsciente. Después de ser rescatada, Qingli despierta días después sin sus recuerdos y con una nueva personalidad. Para poder escapar de la boda a la que la han comprometido, decide vestirse de hombre y se convierte en agente del condado de Qinhe.
Por otro lado, Jing Ci, el hijo adoptivo de Zhao Wang, es responsable de escoltar a su amor y amiga de la infancia Feng Mianwan a un reino vecino para su matrimonio arreglado, el cual permitirá consolidar las relaciones políticas de los reinos, sin embargo en el camino es emboscado. Después de ser rescatado por fieles seguidores, regresa a su reino y asume una nueva identidad: la de un funcionario de Liang y comienza a trabajar para descubrir pistas que lo lleven a la conspiración política que ha estado ocurriendo dentro de los tribunales del palacio. 
Para continuar con su investigación, Jing Ci viaja a Qinghe por negocios y toma la posición de un funcionario del condado. Pronto se encuentra con Qingli, quien le recuerda mucho a Mianwan, y secretamente comienza a protegerla. Ambos se unen para intentar descubrir la corrupción que ha estado orquestándose en el lugar y mantener la paz. 
Sin embargo en su búsqueda por la verdad, Qingli también descubre su verdadera identidad, así como la de Jing Ci, por lo que rompe toda relación con él y se casa con otro. Sin embargo cuando otro asesinato ocurre y todas las pruebas la señalan, Qingli es encarcelada, por lo que Jing Ci hace todo lo que está en sus manos para salvarla y para encontrar al verdadero responsable del crimen.

## Reparto

### Personajes principales
| Actor                   | Personaje                             | N.º de episodios | Notas |
| ----------------------- | ------------------------------------- | ---------------- | --- |
| Yu Menglong             | Jing Ci / Jing Zhiwan                 | 36               | Es el ahijado del Príncipe Zhao e hijo del Emperador de Yong. Se le confiere el título de "Duque de Liang" y se convierte en magistrado en Qinhe. |
| Chen Yuqi               | Feng Mianwan Yuan Qingli / Yuan Qinhe | 36               | Yuan Qingli: es la hija de un general y la hermana gemela de Feng Mianwan. Después de ser atacada por bandidos y entrar en coma, despierta con un "cambio de personalidad" y comienza a trabajar como agente en Qinhe bajo la identidad de "Feng Mianwan", donde conoce a Jing Ci, de quien se enamora. En realidad Qingli intercambia su identidad con la de su hermana, para que ella pueda estar con el hombre que ama, Li Yuan. Feng Mianwan: es una huérfana que fue criada por Jing Ci, asume la identidad de su hermana después de que ella desaparece. Todas sus memorias fueron borradas por Jing Ci, más tarde se convierte en una oficial en Qinhe. |
| Zhang Sifan (张思帆)    | Mu Beiyan                             | -                | Es el hijo del Príncipe He y el prometido de Yuan Qingli. |
| Wang Gongliang (王宫良) | Zuo Yanxi                             | -                | Es el guardaespaldas del Emperador de Liang y un experto médico. Está enamorado de Jiang Tan. |
| Ma Yue (马月)           | Princesa Chang Le                     | -                | Es la ahijada del Emperador de Yong. Está enamorada del ministro Zhao Yan. |
| Liu Shuai (刘帅)        | Zhao Yan                              | -                | Es el ministro del Reino de Yong, así como el primo de Jing Ci y amigo cercano de Yuan Qingli. Es un joven conocedor de artes e inteligente, pero a menudo es objeto de burlas ya que pasa mucho tiempo en la biblioteca. |
| Xu Hao (徐好)           | Jiang Tan                             | -                | Es la hermana de armas de Zuo Yanxi y su interés romántico. |

### Personajes secundarios

#### Reino de Yong
| Actor                 | Personaje              | N.º de episodios | Notas                                                         |
| --------------------- | ---------------------- | ---------------- | ------------------------------------------------------------- |
| Zhang Sifan (张思帆)  | Mu Beiyan              | -                | Es el hijo del Príncipe He y el prometido de Yuan Qingli.     |
| Shao Bing (邵兵)      | Emperador Zhao Wang    | -                | Es el Emperador del Reino de Yong.                            |
| Wang Guan (王冠)      | Príncipe Ye            | -                | El 4.º. Príncipe y amigo cercano de Mu Beiyan y Zhao Yan.     |
| Du Junze (杜俊泽)     | Príncipe Hao (De Ming) | -                |                                                               |
| Wang Boqing (王铂清)  | Príncipe He            | -                | Es el padre de Mu Beiyan.                                     |
| Huang Wenbin (黄文斌) | Príncipe Qing          | -                |                                                               |
| Lin Jing (林静)       | Madame Yuan            | -                | Es la madre de Yuan Qingli y la antigua amante del Emperador. |
| Cheng Shiyu (程世宇)  | -                      | -                | Es el consorte de la Princesa Mayor.                          |
| Wang Yu (王嵛)        | Xiao Lu                | -                | Es la asistente personal de Yuan Qingli.                      |
| Bi Mengge (毕梦格)    | Fu Xiaohan             | -                | Es una guardia encargada de proteger a Jing Ci.               |
| Zhao Kangwei (赵康玮) | Xiao Xiao              | -                | Es el subordinado de Mu Beiyan.                               |
| Ruo Yu (若榆)         | Yun Duo                | -                | Es la asistente personal de Chang Le.                         |
| Jiang Yang (姜洋)     | Nian Qi                | -                | Es el cuidador de la mansión Yuan.                            |
| Guo Yuting (郭雨婷)   | Zhu Hongyu             | -                | Es la subordinada del Príncipe He.                            |
| Niu Haoran (牛浩然)   | Xiao Zhuzi             | -                |                                                               |

#### Gente de Qinhe
| Actor                   | Personaje | N.º de episodios | Notas                                                                       |
| ----------------------- | --------- | ---------------- | --------------------------------------------------------------------------- |
| Lu Xing (吕行)          | Li Pei    | -                | Es el magistrado de Qinhe.                                                  |
| Chang Cheng (常铖)      | Qiao Li   | -                |                                                                             |
| Yang Changqing (杨常青) | Ding Cao  | -                | Es un oficial de Qinhe.                                                     |
| Xu Zixiang (徐梓翔)     | Jing Yi   | -                | Es un oficial de Qinhe.                                                     |
| Hu Yuanjun (胡原君)     | Ming Xin  | -                | Es una monja.                                                               |
| Shi Yueling (师悦玲)    | Miao Zhen | -                | Es la Princesa Mayor y una reverenda.                                       |
| Wang Wei (王唯)         | Zhi Ge    | -                | Es un trabajador del monasterio y el responsable de la muerte de Miao Zhen. |
| Zhang Yanan (张雅楠)    | Xin Er    | -                | Es una sirvienta en la Mansión He.                                          |

#### Continente de Zhao
| Actor                  | Personaje    | N.º de episodios | Notas |
| ---------------------- | ------------ | ---------------- | --- |
| Huang Haibing (黄海冰) | Rey          | -                | Es el Rey de Zhao. |
| Ding Ke'er (丁可儿)    | Wang Zesheng | -                | Es la hija del Rey de Zhao, está enamorada de Jing Ci, sin embargo él no está interesado. Está celosa de Feng Mianwan. |
| Yao Yitian (幺依田)    | Tía Zhi Xia  | -                | Es la encargada del cuidado de la casa de Jing Ci. Odia a Feng Mianwan, por lo que siempre está molestándola.          |
| Yan Yimin (闫益民)     | Wei Shun     | -                | Es el encargado principal.                                                                                             |
| Cong Jianzhang (健彰)  | A Heng       | -                | Es el guardaespaldas de Jing Ci.                                                                                       |

#### Reino de Ji
| Actor          | Personaje | N.º de episodios | Notas                                                           |
| -------------- | --------- | ---------------- | --------------------------------------------------------------- |
| Qi Ling (奇凌) | Li Yuan   | -                | Es un general del Reino de Zhao. Está enamorado de Yuan Qingli. |

### Otros personajes
| Actor                   | Personaje     | Episodios donde apareció | Notas |
| ----------------------- | ------------- | ------------------------ | ----- |
| Chen Jingyu (陈镜宇)    | Xue Cai       | -                        |       |
| Wang Yuning (王玉宁)    | Jin Dade      | -                        |       |
| Zhang Hui (张慧)        | Xue Zhaoyi    | -                        |       |
| Yu Yuan (于渊)          | Feng Ting     | -                        |       |
| Han Fei'er (韩菲儿)     | Xiao Yu       | -                        |       |
| Gao Mingyu (高明玉)     | Fu Manqing    | -                        |       |
| Jin Yuqian (金玉倩)     | Consorte Qiao | -                        |       |
| Wang Tianlong (王天龙)  | Wang Nian     | -                        |       |
| Zhang Xiaohan (张小涵)  | Zhu Er        | -                        |       |
| Fan Qi (范琦)           | Ya Luo        | -                        |       |
| Wang Bin (王斌)         | Li Honggui    | -                        |       |
| Liu Tao (刘桃)          | Ling Gu       | -                        |       |
| Bai Xiaohong (白晓红)   | Qin Gu        | -                        |       |
| Ma Chenyu (马晨雨)      | Xin Rou       | -                        |       |
| Cong Jianchang (丛健彰) | A'Heng        | -                        |       |
| Jiang Yanning (江晏宁)  | Liu Wei       | -                        |       |
| Chen Jiayi (陈佳意)     | Cai Ya        | -                        |       |
| Ji Yunshu (纪云舒)      | Xiao Nan      | -                        |       |
| Hong Siyang (洪司洋)    | Jing Xin      | -                        |       |
| Shao Sihan (邵思涵)     | Consorte Jing | -                        |       |
| Lu Ying (陆莹)          | Madame Zhao   | -                        |       |
| Jing Long (靖龙)        | Feng Lou      | -                        |       |
| Chen Wei (陈伟)         | Sha Zhi       | -                        |       |
| Zhang Shitong (张世通)  | Han Jing      | -                        |       |

## Episodios
La serie estuvo conformada por 36 episodios, los cuales fueron emitidos todos los viernes, sábados y domingos a las 20:00.

## Música
| N.º | Intérprete            | Canción                | Notas |
| --- | --------------------- | ---------------------- | ----- |
| 1   | Shuang Sheng (双笙)   | "Finally" (终于)       | -     |
| 2   | Zhang Zining (张紫宁) | "By The Clouds" (云边) | -     |
| 3   | Ye Xuanqing (叶炫清)  | "Knowing Night" (知晚) | -     |
| 4   | Li Junyi (李俊逸)     | "Night Poem" (晚吟)    | -     |
| 5   | Jeffrey Tung (董又霖) | "Hurt" (伤隐)          | -     |
| 6   | Zhang Sifan (张思帆)  | "No Regret" (不悔)     | -     |

## Producción
La serie también es conocida como "Past Life and Life" o "Happiness Over Two Lifetimes".
Fue dirigida por Yu Cuihua (余翠华) y Liu Zhenming (David Lau, 刘镇明), quien contó con el apoyo del guionista Yang Nan (杨楠) y de Jiyue Jiaojiao (寂月皎皎)
Mientras que la producción estuvo a cargo de Gong Yu (龚宇) y Feng Weiwei (冯微微).